# Maropitant
Maropitant (Cerenia (SAD)), se koristi kao maropitant citrat (USAN), je antagonist NK1 receptora. Nega je razvila kompanija Pfizer Zdravlje Životinja specifično za lečenje bolesti kretanja i povraćanja kod pasa. On je je odobren od strane FDA samo za upotrebu kod pasa. Ovaj lek je odobren februara 2007. Prodaje se pod imenom Cerenia.